# Monasterio de Santa María de la Mejorada
El monasterio de Santa María de la Mejorada es un antiguo templo jerónimo ubicado en la localidad de Calabazas perteneciente al municipio de Olmedo, Provincia de Valladolid, Castilla y León, España. Su capilla ha sido declarada Bien de Interés Cultural.

## Historia
La primera capilla fue construida en el año 1330. Posteriormente en el siglo XV, más concretamente en 1409, Fernando de Antequera, el futuro Fernando I de Aragón ayudó económicamente a su construcción, que debía de incluir un palacio y un panteón. Se convirtió en un monasterio jerónimo y un punto de encuentro muy importante, e incluso los Reyes católicos, Carlos V y Felipe II lo visitaban con frecuencia. También Cristóbal Colón escribió en 1497 un memorial. Alonso Berruguete realizó parte de su retablo en el siglo XVI.
Fue saqueado por los franceses en la Guerra de la Independencia. Tras la desamortización de Mendizabal de 1836 todo el monasterio pasó a manos privadas y empezó su proceso de ruina. La capilla mudéjar del crucifijo fue declarada Bien de Interés Cultural en 1931. Hoy en día las partes que se salvaron, incluida la citada capilla, se encuentran restauradas.

## Galería

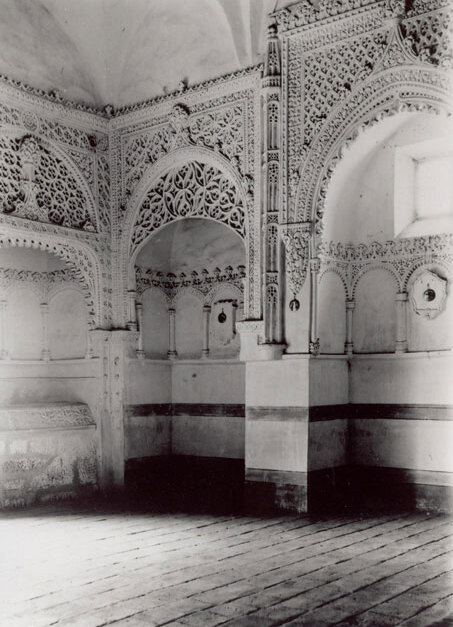
Capilla del crucifijo
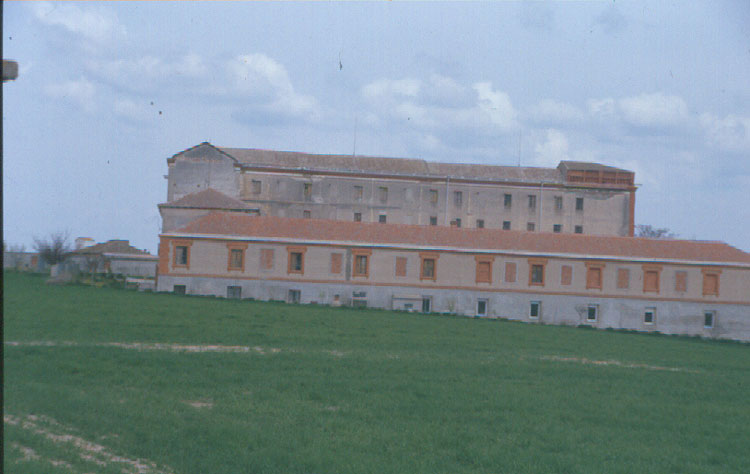
Convento de la Mejorada